# Pablo Contreras
Pablo Andrés Contreras Fica, född 11 september, 1978 i Santiago, är en chilensk före detta fotbollsspelare.

## Karriär

### Colo-Colo
Contreras började sin professionella fotbollskarriär i mästarklubben Colo-Colo hemma i Chile. Han debuterade för klubbens A-lag år 1997 och fram till sitt avskedsår 1999 spelade han totalt 36 matcher. Han vann två mästerskap med klubben under sina tre år.

### Monaco
Efter framgångarna hemma i Chile var det dags för Contreras internationella proffskarriär att ta fart. 1999 skrev chilenaren på för AS Monaco. Han spelade totalt 28 matcher för klubben och var också med om att vinna Trophée des Champions år 2000.

### Celta Vigo
2001 flyttade chilenaren söderut och till den spanska klubben Celta Vigo.
Eftersom Contreras har bott i Spanien i över två år är han också innehavare av ett spanskt pass.

## Landslaget
Contreras var en del av Chile då laget vann brons i OS i Sydney 2000. Han har varit en viktig spelare för landslaget sedan debuten mot Guatemala 17 februari 1999.
Senast han spelade för landslaget var i Copa América 2007 i Venezuela. Sedan dess har han inte fått spela för landslaget eftersom han, tillsammans med några andra landslagsspelare, var ute och drack på kvällen, vilket är emot landslagsreglerna.